# Anochetus madagascarensis
Anochetus madagascarensis es una especie de hormiga carnívora del género Anochetus, categorizada en la tribu Ponerini, de la subfamilia Ponerinae. Fue descrita por Forel en 1887.

## Distribución
Se distribuye por África: Comoras, Madagascar y Mayotte.

## Hábitat
Habita en el bosque lluvioso, seco tropical, espinoso y secundario, en pastizales, matorrales boscosos, la hojarasca, troncos podridos, tocones, debajo de piedras y sobre la vegetación baja. Se ha encontrado a elevaciones de 1 hasta 1550 m s. n. m.